# Het Reeland
Het Reeland is een wijk van de stad Dordrecht, in de Nederlandse provincie Zuid-Holland. 
De wijk is genoemd naar de ree, de rechte grenslijn tussen Dordrecht/Ter Merwe enerzijds (noordelijk) en Dubbeldam anderzijds. De Reeweg Oost, een grote weg in deze wijk die er eveneens zijn naam aan dankt volgt een deel van dit traject. Ondanks dat het Reeland oorspronkelijk deels uit Dubbeldams grondgebied bestond, zijn alle buurten in deze wijk gebouwd door de gemeente Dordrecht, die al ver voor 1970 grote delen van Dubbeldam had geannexeerd.
Het Reeland is een diverse wijk die zich in verschillende buurten laat opdelen: de Wantijbuurt, de Transvaalbuurt, de Vogelbuurt, de Indische Buurt en het Land van Valk. In de Wantijbuurt, genoemd naar het aangelegen Wantij dat het Eiland van Dordrecht in tweeën deelt, wonen voornamelijk welgestelden. De Transvaalbuurt, de oudste buurt uit de wijk, ligt pal tegen de Negentiende-eeuwse schil aan en is een kleine volksbuurt. Ook de Vogelbuurt en Indische buurt, die min of meer één buurt vormen, zijn redelijk volks van karakter. Deze wijken liggen tussen de Noordendijk en de MerwedeLingelijn in. Het Land van Valk ten slotte, de enige buurt uit het Reeland die zuidelijk van de spoorlijn ligt, is een middenklassebuurt. Ook het Leerpark wordt er dikwijls bij gerekend.
Naast de al genoemde Reeweg en Noordendijk kent de wijk onder meer ook nog de volgende grote wegen: de Krommedijk (bekend van het gelijknamige sportpark waarin het Riwal Hoogwerkers Stadion staat), de Oranjelaan (op de grens met de Negentiende-eeuwse schil), de Bankastraat, de Transvaalstraat, de Crayesteijnstraat en de Dubbeldamseweg Zuid. De spoorlijn die door de wijk loopt, heeft geen station in het Reeland; wel wordt de wijk door verschillende buslijnen aangedaan.
Het grootste park in het Reeland is het Wantijpark, uiteraard gevestigd in de Wantijbuurt. Hier vindt men ook het Wantijbad. In de Indische buurt ligt het Sportpark Halmaheiraplein; bij het Land van Valk vindt men het al genoemde Sportpark Krommedijk.
Afgezien van de sportvoorzieningen ligt de voornaamste betekenis van het Reeland bij de vele scholen die in het Leerpark staan. Voorheen bevond zich het Gemeenteziekenhuis (later Merwedeziekenhuis, thans Albert Schweitzer Ziekenhuis) tussen de Reeweg en de Bankastraat; dit ziekenhuis verhuisde begin jaren 90 naar de Albert Schweitzerplaats (langs de Karel Lotsyweg) in Sterrenburg.